# Джеральдіна Кобб
Джеральдіна (Джеррі) Кобб (англ. Geraldyne M 'Jerrie' Cobb, 5 березня 1931, Норман, Оклахома — 18 березня 2019, Флорида) — американська льотчиця, володарка величезної кількості рекордів швидкості, висоти й дальності польотів, автобіографістка та борчиня за права жінок. Одна з організаторок у 1961 році неофіційного феміністського проєкту Меркурій 13, який об'єднав льотчиць, що прагнули здійснити космічний політ і стати астронавтками. Попри тривалу дискусію і міжнародний розголос, жодна з учасниць групи Меркурій 13 в космосі не побувала.

## Передісторія
Народилася 5 березня 1931 року в місті Норман, Оклахома в родині підполковника Вільяма Кобба і Гелени Батлер Стоун Кобб. Ще у ранньому віці під впливом батька-пілота захопилась авіацією. Кобб навчилась керувати літаком у 12 років на біплані фірми «Вако» свого батька з відкритою кабіною. У 16 років вона літала навколо Великих рівнин на Piper J-3 Cub, розкидаючи листівки над маленькими містами з рекламою мандрівних цирків. У 17 років Кобб отримала ліцензію приватного пілота. Рік по тому вона отримала ліцензію на комерційні польоти.
У 19 років Кобб була інструкторкою з навчання пілотування. У 21 рік вона транспортувала військових в усьому світі й пілотувала чотиримоторні бомбардувальники.
З огляду на повернення багатьох кваліфікованих чоловіків-пілотів після Другої світової війни Кобб вимушена займатись менш кваліфікованою діяльністю, зокрема, патрулюванням трубопроводів та розпиленням добрив. Попри це вона продовжувала підвищувати свою кваліфікацію як пілотеса багатомоторних літаків, пілотеса-інструкторка та наземна інструкторка.
Кобб встановлювала рекорди зі швидкості, відстані й абсолютної висоти у віці 20 років. Вона стала першою жінкою, яка літала на Паризькому авіашоу в Ле-Бурже, найбільшій авіаційній експозиції у світі. Після чого вона отримала звання «Пілота року» і була нагороджена Золотою медаллю «Амелія Ергарт». Журнал Life назвав її однією з 9 жінок, що увійшли до списку «100 найвидатніших молодих людей у Сполучених Штатах».
Щоб зібрати гроші на купівлю літака Другої світової війни Fairchild PT-23, Кобб грала у жіночий софтбол у напівпрофесійній команді Oklahoma City Queens.
До 1959 року вона була льотчицею і менеджеркою компанії Aero Design and Engineering Company, що сконструювала літак Aero Commander, на якому Кобб встановила свої рекорди. До 1960 року вона мала 7000 годин нальотів і встановила три світові авіаційні рекорди: світовий рекорд 1959 року з безперервного польоту на далекі відстані, світовий рекорд 1959 року швидкості для легкомоторних літаків та світовий рекорд 1960 року з набору висоти для легкомоторних літаків, що дорівнював 37010 футів.
Входила до об'єднання льотчиць Дев'яносто дев'ять. Кобб — одна із групи жінок, які пішли в Клініку Лавлеса у Нью-Мексико у 1961 році й пройшли ті ж медичні й психологічні тести, що і чоловіки-астронавти з Першої сімки (Меркурій 7).
У травні 1961 року адміністратор НАСА Джеймс Вебб призначив Джеральдіну Кобб консультанткою космічної програми NASA.

## Меркурій 13

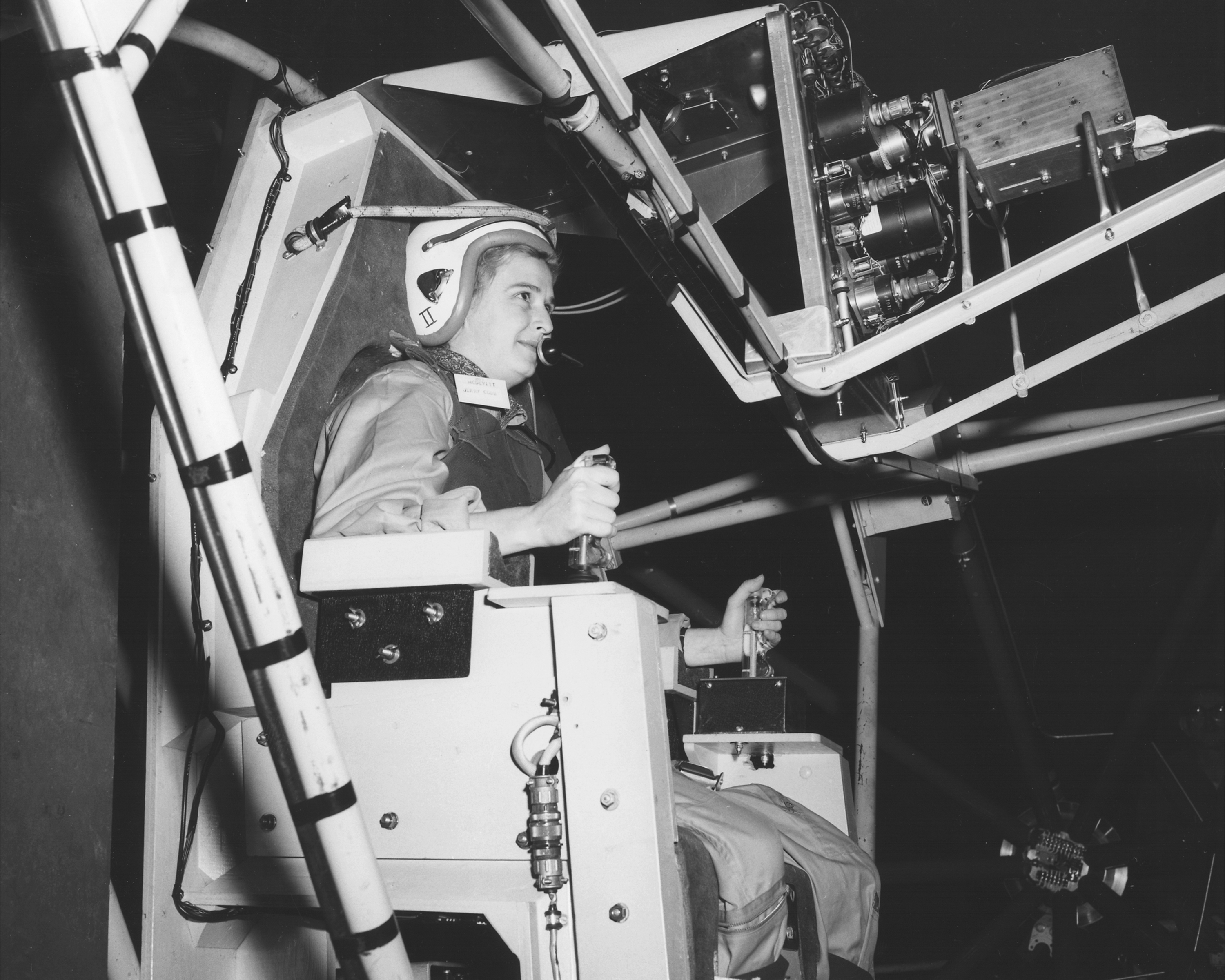
Джеральдіна Кобб керує багатоосьовим космічним інерційним комплексом (MASTIF) у Дослідницькому центрі Льюїса в Огайо. Випробування моделювало контроль над космічним кораблем, що обертається.

Незалежний дослідник Вільям Рендолф Лавлес (другий) допомагав скласти тести для астронавтів-чоловіків NASA. Йому стало цікаво, як жінки пройдуть ці випробування. У 1960 році Лавлес запропонував Джеральдіні Кобб набрати групу кандидаток в астронавтки й пройти ті ж суворі випробування. Цю групу з 20 відібраних льотчиць Кобб назвала «Флетс» (Fellow Lady Astronaut Trainees — «FLATs»).
На початку 1961 року всі пілотеси пройшли ті ж фізичні тести, які пройшли астронавти з проєкту Меркурій. 13 жінок з групи «Флетс» пройшли тести «Фаза-1», вони й склали групу Меркурій 13.
Кількох жінок відібрали для додаткових тестів. Джеральдіна Кобб, Рея Геррл і Фанк Воллі переїхали в Оклахома-Сіті, для проходження 2-ї фази тестів. Вони складалися з випробування у сурдокамері і психологічних тестів. Кобб була єдиною з жінок, що пройшла Фазу-3 (аеромедичний тест з використанням військової техніки й реактивного літака), інші жінки повинні були прибути у Військово-морську школу авіаційної медицини у Пенсаколі, Флорида, щоб пройти такі самі тести. Проте було оголошено про скасування випробувань.
NASA наполягала на своїй думці, що астронавтами повинні бути кваліфіковані льотчики-випробувачі (чоловіки). Одна з 13 учасниць проєкту була дружиною американського сенатора, і були влаштовані слухання в Конгресі США.
Кобб негайно вилетіла до Вашингтона, щоб спробувати відновити програму тестування. Вона і Джейн Гарт написали листа президенту Джону Ф. Кеннеді й відвідали віцепрезидента Ліндона Б. Джонсона. 17 і 18 липня 1962 року представник сенату Віктор Анфузо ініціював публічні слухання спеціальної підкомісії Комітету палати з питань науки й астронавтики.
Представник NASA Джордж Лоу і астронавти Джон Гленн і Скотт Карпентер заявили, що у NASA немає критеріїв для відбору жінок-астронавток. Вони повідомили, що NASA вимагало, щоб усі астронавти були випускниками військових реактивних випробувальних програм і мали дипломи інженера, недоступні тоді жінкам. Хоча деякі члени Підкомісії співчували жіночим аргументам, слухання закінчилися нічим. Попри розголос, NASA не включило жінок у свою офіційну програму навчання.

## Розчарування
Припинення проєкту Меркурій 13 і крах надій на співпрацю з NASA завдав Джеральдіні Кобб сильного емоційного удару. Політ у космос став для неї заповітною мрією. У 1962 році вона залишила роботу тест-льотчиці на авіазаводі в місті Оклахома-Сіті й вирушила з місіонерською місією в джунглі Амазонки. На невеликому літаку вона розвозила спорядження, харчові продукти й медикаменти для дослідницьких груп, допомагала індіанським племенам, що живуть на межі вимирання. Її роботу високо оцінила світова спільнота. Кобб була відзначена урядами Бразилії, Колумбії, Еквадору, Франції та Перу. У 1981 році вона була номінована на Нобелівську премію миру за гуманітарну роботу.
У США повернулася тільки у 1996 році. 1999 року Національна організація жінок провела кампанію, щоб відправити Кобб в космос для дослідження наслідків старіння, аналогічно до Джона Гленна, проте вирушити в космос їй не вдалося.
Джеральдіна Кобб отримала численні відзнаки в галузі авіації, в тому числі «Гармон Трофі» і премію «Золоті крила» Міжнародної Авіації.

## Нагороди
- Золота медаль Амелії Ергарт.
- Жінка року в авіації.
- Пілот року від Національної асоціації пілотів.
- Золоті крила від міжнародної федерації аеронавтики, Париж.
- П'ять років була консультантом Федеральної авіаційної адміністрації США.
- Нагорода від уряду Еквадору за нові повітряні маршрути через Анди.
- 1973 року Президент Річард Ніксон нагородив премією «Трофей Хармона»[17][18] як «Найкраща льотчиця світу» під час церемонії у Білому домі.
- Включена до Залу слави Оклахоми як «найвидатніший авіатор США».
- Премія «Піонерка» за допомогу індіанським племенам у джунглях Амазонки.
- 1979 Премія єпископа Райта за «гуманітарний внесок у сучасну авіацію».[19]
- 2007 р. Почесний доктор наук Університету Вісконсину — Ошкош.[20]